# 二歧卷柏
二歧卷柏（学名：Selaginella pubescens）为卷柏科卷柏属下的一个种。